# Verige
Verige je najuži dio bokokotorskog zaljeva. Ime je dobio ime po lancima kojima je priječen prodor Turaka u unutarnje zaljeve (Risansko-morinjski i Kotorski) tijekom 16. i 17. stoljeća. Prema drugom mišljenju, tjesnac je dobio ime prema plemićkoj kotorskoj obitelji Catena, čije ime na talijanskom znači lanci (verige).

## Vanjske poveznice
|  | Zajednički poslužitelj ima još gradiva o temi Verige |